# وانگ زیجیه
وانگ زیجیه (انگلیسی: Wang Zijie؛ زادهٔ ۱۵ ژوئیهٔ ۱۹۹۶)  شمشیرباز اهل چین است. وی در بازی‌های المپیک تابستانی ۲۰۲۰ شرکت کرده‌است.